# Vladimir Isaychev
Vladimir Isaychev - en russe : Владимир Евгеньевич Исайчев, et en français : Vladimir Ievguenievitch Issaïtchev - (né le 21 avril 1986 à Kouïbychev en Russie) est un coureur cycliste russe.

## Biographie

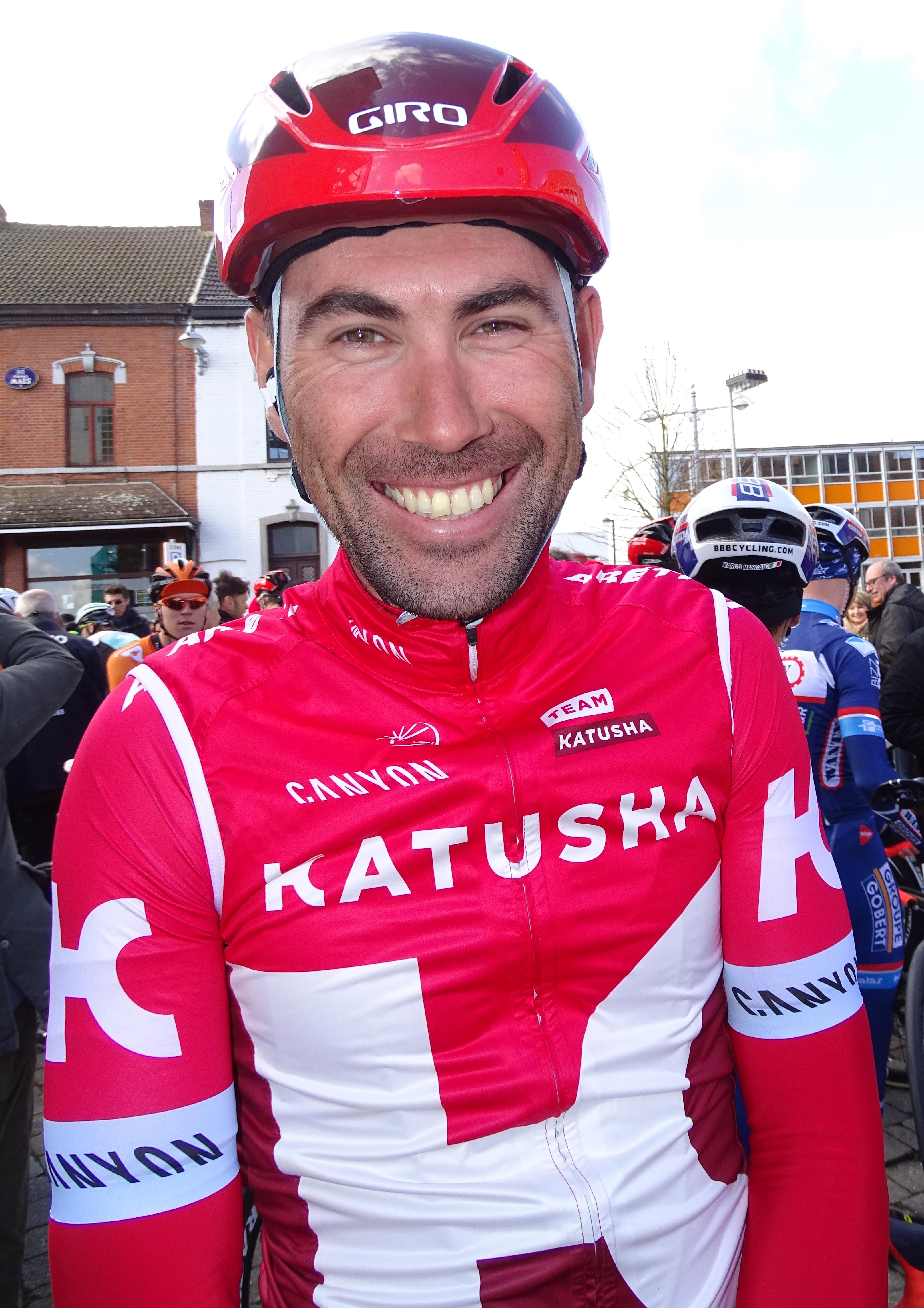
Vladimir Isaychev lors du départ du Samyn 2016 à Quaregnon.

En 2008, il devient professionnel dans l'équipe Karpin Galicia qui devient Xacobeo Galicia. Il a remporté la cinquième étape du Tour de Suisse 2012.

## Palmarès sur piste

### Championnats d'Europe
- Moscou 2003
  -  Champion d'Europe de poursuite par équipes juniors (avec Mikhail Ignatiev, Nikolai Trusov et Anton Mindlin)

## Palmarès sur route et classements mondiaux

### Palmarès
- 2012
  - 5e étape du Tour de Suisse
- 2013
  -  Champion de Russie sur route
- 2015
  - 1re étape du Tour d'Autriche (contre-la-montre par équipes)
  - 3e étape du Tour de Burgos

### Résultats sur les grands tours

#### Tour de France
2 participations
- 2011 : abandon (13e étape)
- 2014 : 157e

#### Tour d'Italie
1 participation
- 2009 : 164e

#### Tour d'Espagne
3 participations
- 2010 : 133e
- 2013 : 131e
- 2015 : non-partant (11e étape)

### Classements mondiaux
| Année           | 2007  | 2008 | 2009 | 2010 | 2011 | 2012 | 2013 | 2014 | 2015 |
| --------------- | ----- | ---- | ---- | ---- | ---- | ---- | ---- | ---- | ---- |
| UCI Europe Tour | 1108e | nc   | nc   | 540e |      |      |      |      |      |
| UCI World Tour  |       |      |      |      | 222e | 179e | nc   | nc   | nc   |